# Прапутняк
45°17′ пн. ш. 14°34′ сх. д. / 45.29° пн. ш. 14.57° сх. д.
Прапутняк (хорв. Praputnjak) — населений пункт у Хорватії, у Приморсько-Горанській жупанії у складі міста Бакар.

## Населення
Населення за даними перепису 2011 року становило 593 осіб.
Динаміка чисельності населення поселення:

## Клімат
Середня річна температура становить 14,04 °C, середня максимальна – 26,77 °C, а середня мінімальна – 2,09 °C. Середня річна кількість опадів – 1331 мм.
| Клімат поселення                              | Клімат поселення | Клімат поселення | Клімат поселення | Клімат поселення | Клімат поселення | Клімат поселення | Клімат поселення | Клімат поселення | Клімат поселення | Клімат поселення | Клімат поселення | Клімат поселення | Клімат поселення |
| Показник                                      | Січ.             | Лют.             | Бер.             | Квіт.            | Трав.            | Черв.            | Лип.             | Серп.            | Вер.             | Жовт.            | Лист.            | Груд.            |                  |
| Середній максимум, °C                         | 9,81             | 10,24            | 12,45            | 15,99            | 20,86            | 24,91            | 26,77            | 26,41            | 22,42            | 17,90            | 13,25            | 10,32            |                  |
| Середня температура, °C                       | 5,95             | 6,39             | 8,58             | 12,14            | 16,99            | 21,05            | 23,47            | 23,11            | 19,13            | 14,60            | 9,97             | 7,03             |                  |
| Середній мінімум, °C                          | 2,09             | 2,54             | 4,75             | 8,28             | 13,15            | 17,18            | 20,18            | 19,82            | 15,82            | 11,32            | 6,68             | 3,74             |                  |
| Норма опадів, мм                              | 109              | 87               | 90               | 94               | 90               | 102              | 59               | 83               | 145              | 172              | 165              | 135              |                  |
| Середньомісячна швидкість вітру, м/с          | 2.81             | 2.95             | 3.00             | 2.82             | 2.55             | 2.42             | 2.43             | 2.44             | 2.53             | 2.75             | 3.05             | 3.03             |                  |
| Середньомісячна сонячна радіація, кДж/м²·день | 4411             | 7173             | 10541            | 15008            | 19198            | 20891            | 22231            | 19180            | 14014            | 9020             | 4823             | 3682             |                  |
| --------------------------------------------- | ---------------- | ---------------- | ---------------- | ---------------- | ---------------- | ---------------- | ---------------- | ---------------- | ---------------- | ---------------- | ---------------- | ---------------- | ---------------- |
| Джерело:                                      |                  |                  |                  |                  |                  |                  |                  |                  |                  |                  |                  |                  |                  |